# Joseph Heller (Heimatforscher)
Joseph Heller (* 22. September 1798 in Bamberg; † 4. Juni 1849 ebenda) war ein deutscher Kunstsammler, Heimatforscher und (als Autodidakt) Kunstforscher, dabei einer der Pioniere der modernen Kunstgeschichte in Deutschland.

## Leben
Heller wurde als Sohn eines Kaufmanns in Bamberg im Haus Untere Brücke 2 geboren. Nach Schuljahren am Bamberger Gymnasium absolvierte er in Nürnberg eine Handelslehre. Statt der vorgesehenen kaufmännischen Existenz widmete er sich der Kunst und wurde Privatgelehrter.
Zu seinen umfangreichen und kostbaren Sammlungen gehören grafische Blätter – bei seinem Tod waren es 50.000 Stück, mit Schwerpunkten bei Albrecht Dürer, Lucas Cranach d. Ä. und Ansichten zur Fränkischen Schweiz –, ferner Handschriften und alte Drucke. Darauf abgestimmt war seine Bibliothek mit 6.000 Bänden. Seine Sammlungen vermachte er der Königlichen Bibliothek, der heutigen Staatsbibliothek Bamberg. Dort werden sie in gesonderten Fonds verwahrt (bekannt unter dem Namen Helleriana).
Heller gilt heute aufgrund seiner in den 1820er Jahren einsetzenden, regen wissenschaftlichen Publikationstätigkeit als einer der Pioniere der Kunstgeschichtsschreibung und der Forschungen zu Albrecht Dürer und Lukas Cranach d. Ä. im Speziellen. Weitere grundlegende Publikationen waren der bambergischen Kunst- und Kulturgeschichte gewidmet.
Sein Grab ist auf dem Bamberger Friedhof in der Abteilung I E 37 zu finden.

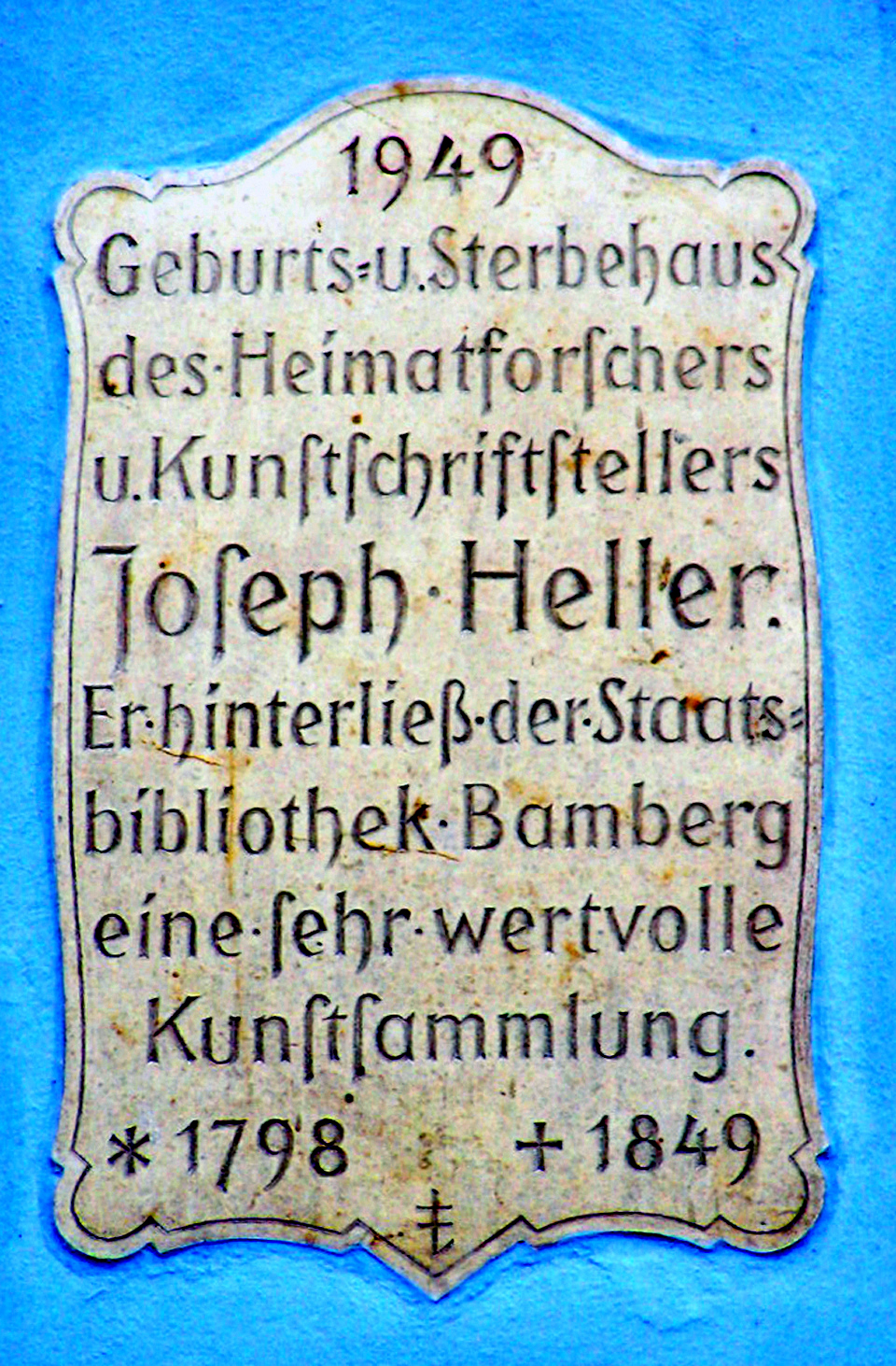
Gedenktafel am Geburts- und Sterbehaus in Bamberg

## Werke
- Lucas Cranachs Leben und Werke, Carl Friedrich Kunz, Bamberg 1821, Digitalisat; II.te gänzlich umgearbeitete Auflage, J.[Johann] G.[Georg] Sickmüller, Bamberg 1844, Digitalisat; II.te gänzlich umgearbeitete und vermehrte Auflage [Titelauflage zur Ausgabe von 1844: nur Titelblätter und Vorrede wurden neu gesetzt; abweichende Type unter dem Porträt Lucas Cranachs], J. L. Lotzbeck, Nürnberg 1854, Digitalisat
- Verzeichniß sämtlicher Kupferstiche u. Holzschnitte von und nach Lucas Cranach dem Aelteren, C.[Carl] F.[Friedrich] Kunz, Bamberg 1821, Digitalisat
- Geschichte der Holzschneidekunst von den ältesten bis auf die neuesten Zeiten, Carl Friedrich Kunz, Bamberg 1823, Digitalisat
- Praktisches Handbuch für Kupferstichsammler, oder Lexicon der vorzüglichsten und beliebtesten Kupferstecher, Formschneider und Lythographen nebst Angabe ihrer besten und gesuchtesten Blätter, des Maasses und der Preise derselben in den bedeutendsten Auctionen des In- und Auslandes.

- Erstes Bändchen, A–I, C.[Carl] F.[Friedrich] Kunz, Bamberg 1823, Digitalisat
- Zweites Bändchen, K–Z, C.[Carl] F.[Friedrich] Kunz, Bamberg 1825, Digitalisat
- Drittes und letztes Bändchen, Monogrammisten, Xylograhieen, Niello, Galleriewerke, Berichtigungen zum I. und II. Bd. u.s.w. enthaltend, J.[Johann] G.[Georg] Sickmüller, Bamberg 1836; Lexicon für Kupferstichsammler über die Monogrammisten, Xylographieen, Niello, Galleriewerke, nebst Berichtigungen u. Zusätze zum 1ten und 2ten Theil des praktischen Handbuches für Kupferstichsammler, [Titelauflage zur Ausgabe von 1836: mit Ausnahme des Titelblatts identischer Druck], J.[Johann] G.[Georg] Sickmüller, Bamberg 1838, Digitalisat

- Zweite gänzlich umgearb. und stark vermehrte Auflage [in einem Band], T.[Theodor] O.[Oswald] Weigel, Leipzig 1850, Digitalisat
- Auf Grundlage der zweiten Auflage von Heller’s pract. Handbuch für Kupferstichsammler neu bearbeitet und um das Doppelte erweitert von Andreas Andresen.

- Erster Band, T.[Theodor] O.[Oswald] Weigel, Leipzig 1870, Digitalisat
- Zweiter Band, fortgesetzt und vollendet von J.[Joseph] E.[Eduard] Wessely, T.[Theodor] O.[Oswald] Weigel, Leipzig 1873, Digitalisat
- Ergänzungsheft zu Andresen-Wessely’s Handbuch für Kupferstichsammler enthaltend die seit 1873 erschienenen hervorragenden Blätter, nebst zahlreichen Nachträgen zum Hauptwerke, bearbeitet von J.[Joseph] E.[Eduard] Wessely, T.[Theodor] O.[Oswald] Weigel, Leipzig 1885

- Das Leben und die Werke Albrecht Dürer’s.

- Erster Band, Biographie [nicht im Druck erschienen], Manuskript circa 1827–1849, Staatsbibliothek Bamberg, JH.Msc.Art.51, Digitalisat
- Des zweyten Bandes erste Abtheilung, Dürer’s Zeichnungen – Gemälde – Plastische Arbeiten, C.[Carl] F.[Friedrich] Kunz, Bamberg 1827, Digitalisat
- Des zweyten Bandes zweyte Abtheilung, Dürer’s Bildnisse – Kupferstiche – Holzschnitte und die nach ihm gefertigten Blätter, C.[Carl] F.[Friedrich] Kunz, Bamberg 1827, Digitalisat
- Des zweyten Bandes dritte Abtheilung, Dürer’s gedruckte Werke, Schriften mit Abbildungen von und nach Dürer, mit historischen und bibliographischen Anmerkungen, Medaillen auf Dürer und nach Dürer, F.[Friedrich] A.[Arnold] Brockhaus, Leipzig 1831, Digitalisat

- Beschreibung der bischöflichen Grabdenkmäler in der Domkirche zu Bamberg, Fr.[Friedrich] Campe, Nürnberg 1827, Digitalisat
- Muggendorf und seine Umgebung oder die Fränkische Schweiz, J.[Johann] C.[Casimir] Dresch, Bamberg 1829, Digitalisat; Zweite Auflage, J.[Johann] C.[Casimir] Dresch, Bamberg [1829], Digitalisat; Neue sehr vermehrte Auflage, J.[Johann] C.[Casimir] Dresch, Bamberg 1842, Digitalisat
- Monogrammen-Lexikon, enthaltend die bekannten, zweifelhaften und unbekannten Zeichen, so wie die Abkürzungen der Namen der Zeichner, Maler, Formschneider, Kupferstecher, Lithographen u.s.w. mit kurzen Nachrichten über dieselben, J.[Johann] G.[Georg] Sickmüller, Bamberg 1831, Digitalisat
- Leben Georg Erlinger’s, Buchdruckers und Formschneiders zu Bamberg, nebst einer vollständigen Aufzählung und Beschreibung seiner sämmtlichen gedruckten Schriften und Holzschnitte. Ein Beitrag zur Geschichte der Typographie, und als Ergänzung der Werke von Panzer, Sprenger und Bartsch, J.[Johann] G.[Georg] Sickmüller, Bamberg 1837, Digitalisat
- Zusätze zu Adam Bartsch’s Le Peintre Graveur, J.[Johann] G.[Georg] Sickmüller, Bamberg 1844, Digitalisat